# Торстейн Ейрікссон
Торстейн Ейрікссон (давньоскан. Þórsteinn Eiríksson; ? — ?) — скандинавський мореплавець, молодший з трьох синів Ейріка Рудого. Торстен Ейрікссон згадується в Сазі про Еріка Рудого і Сазі про гренландців.

## Біографія
Про життя Торстейна майже нічого не відомо. Згідно Вінландскім саг, Ерік Рудий оселився в Гренландії близько 986 року разом зі своєю дружиною і трьома дорослими синами — Лейфом, Торвальдом і Торстейном [1]. Після того як Лейф Ерікссон відплив на захід з Гренландії і відкрив Вінланд, його брат Торвальд Ерікссон організував та очолив другу експедицію в цю нову країну. Місцеві тубільці, яких норвежці називали скрелингами, напали на Торвальда і його людей. Торвальд отримав смертельне поранення і був похований в Вінланді. Його команда повернулася до Гренландії [2].
Потім Торстейн Ейрікссон відплив в Вінланд, щоб забрати тіло свого брата Торвальда. Він відправився на одному кораблі, взявши з собою двадцять п'ять чоловік і свою дружину Гудрід. Корабель був оточений негодою, так і не досяг Вінланда. До першого тижня зими вони повернулися до Гренландії і висадилися в Лісуфіорде, західному поселенні, де шукали притулку у живуть там сімей [2]. В ту зиму епідемія охопила поселення, погубивши Торстейна і ще кількох людей [2].